# Décès en août 2024
Décès
- 2020
- 2021
- 2022
- 2023
- 2024
- 2025
- 2026
- 2027
- 2028

Pour une information complémentaire, voir la page d'aide.

| Date              | Nom                            | Activités | Âge   | Source |
| ----------------- | ------------------------------ | --- | ----- | ------ |
| 31 août           | Sol Bamba                      | Footballeur international franco-ivoirien. | 39    | (tr)   |
| 31 août           | Mislav Bezmalinović            | Poloïste yougoslave puis croate, champion olympique aux Jeux olympiques d'été de 1988.                                                                  | 57    | (hr)   |
| 31 août           | Stevie Cameron                 | Journaliste d'enquête canadienne. | 80    | (en)   |
| 31 août           | Euan Clarkson                  | Paléontologue et écrivain britannique. | 87    | (en)   |
| 31 août           | Sonny King                     | Catcheur américain. | 79    | (en)   |
| 31 août           | Henri Leclerc                  | Avocat pénaliste français. | 90    |        |
| 31 août           | Karl-Heinz Luck                | Skieur de nordique est-allemand puis allemand, médaillé de bronze aux Jeux olympiques d'hiver de 1972.                                                  | 79    | (de)   |
| 31 août           | Harold Marshall                | Acousticien néo-zélandais. | 92    | (en)   |
| 30 août           | Mohamad Ali Bahmani            | Poète iranien. | 82    | (fa)   |
| 30 août           | Michelle Fazzari               | Lutteuse canadienne. | 37    | (en)   |
| 30 août           | Maurice Guillaud               | Poète et dramaturge français. | 93    |        |
| 30 août           | Daniela Hodrová                | Romancière et critique littéraire tchèque. | 78    |        |
| 30 août           | Tuheitia Paki                  | Roi des Maoris néo-zélandais. | 69    | (en)   |
| 30 août           | Shridath Ramphal               | Avocat et homme politique guyanien. | 95    | (en)   |
| 30 août           | Fatman Scoop                   | Rappeur et animateur de radio et de télévision américain.                                                                                               | 56    | (en)   |
| 30 août           | Robertas Žulpa                 | Nageur soviétique, champion aux Jeux olympiques d'été de 1980.                                                                                          | 64    | (lt)   |
| 29 août           | Kurt Bendlin                   | Décathlonien allemand, médaillé de bronze aux Jeux olympiques d'été de 1968.                                                                            | 81    | (de)   |
| 29 août           | Adolfo Calisto                 | Footballeur international portugais. | 80    | (pt)   |
| 29 août           | John Gaudreau                  | Joueur américain de hockey sur glace. | 31    | (en)   |
| 29 août           | Javier Gómez-Navarro           | Entrepreneur et homme politique espagnol. | 78    | (es)   |
| 29 août           | Hervé Laurent                  | Navigateur et skipper français. | 67    |        |
| 29 août           | Alban Liechti                  | Activiste français. | 89    |        |
| 29 août           | Darrel J. McLeod               | Écrivain et musicien canadien. | 67    | (en)   |
| 29 août           | Mihaela Peneș                  | Athlète de lancers de javelot roumaine, championne olympique aux Jeux olympiques d'été de 1964 et médaillée d'argent aux Jeux olympiques d'été de 1968. | 77    | (en)   |
| 29 août           | Anik de Ribaupierre            | Psychologue suisse. | 78    |        |
| 29 août           | Jean-Charles Tacchella         | Réalisateur et scénariste français. | 98    |        |
| 28 août           | Andreas Dückstein              | Joueur d'échecs autrichien. | 97    | (de)   |
| 28 août           | Steve Silberman                | Écrivain américain. | 66    | (en)   |
| 28 août           | Kōichirō Uno                   | Romancier japonais. | 90    |        |
| 27 août           | Milton Robert Carr             | Homme politique américain. | 81    | (en)   |
| 27 août           | Howard Crook                   | Ténor américain spécialisé du répertoire baroque. | 77    |        |
| 27 août           | René Hourquet                  | Arbitre international français et dirigeant de rugby à XV.                                                                                              | 82    |        |
| 27 août           | Charlotte Kretschmann          | Supercentenaire allemande. | 114   | (de)   |
| 27 août           | Holly Lisle                    | Écrivaine américaine. | 82    | (en)   |
| 27 août           | Leonard Riggio                 | Homme d'affaires américain. | 83    | (en)   |
| 27 août           | Pete Wade                      | Guitariste américain. | 89    | (en)   |
| 26 août           | Dominique Bulamatari           | Évêque catholique congolais. | 69    |        |
| 26 août           | Hans Danuser                   | Photographe suisse. | 71    | (de)   |
| 26 août           | Paul Dwayne                    | Auteur-compositeur-interprète canadien. | 60    |        |
| 26 août           | Nabil el-Arabi                 | Juriste, diplomate et homme politique égyptien. | 89    | (en)   |
| 26 août           | Sven-Göran Eriksson            | Entraîneur de football suédois. | 76    | (en)   |
| 26 août           | Sid Eudy                       | Catcheur américain. | 63    | (en)   |
| 26 août           | Alexander Goehr                | Compositeur britannique. | 92    | (en)   |
| 26 août           | Lutz Hachmeister               | Journaliste allemand. | 64    | (de)   |
| 26 août           | Richard Macphail               | Musicien britannique. | 73    | (en)   |
| 26 août           | Nojim Maiyegun                 | Boxeur nigérian, médaillé de bronze aux Jeux olympiques d'été de 1964.                                                                                  | 83    | (en)   |
| 26 août           | Eugène Rousseau                | Saxophoniste américain. | 92    | (en)   |
| 26 août           | Marcel Tessier                 | Historien canadien. | 90    |        |
| 25 août           | Joe D'Alessandris              | Entraîneur américain de football américain. | 70    | (en)   |
| 25 août           | Salim el-Hoss                  | Homme politique libanais. | 94    | (en)   |
| 25 août           | Claus Jönsson                  | Physicien allemand. | 94    | (de)   |
| 25 août           | Claude Marquis                 | Basketteur français. | 44    |        |
| 25 août           | Razaki Babatundé Olofindji     | Homme d'affaires béninois. | 68    |        |
| 25 août           | Michel Siffre                  | Géologue et spéléologue français. | 85    |        |
| 24 août           | Émile Breton                   | Journaliste et critique de cinéma français. | 95    |        |
| 24 août           | Christoph Daum                 | Footballeur et entraîneur allemand. | 70    | (de)   |
| 24 août           | Siegfried Lorenz               | Baryton allemand. | 78    |        |
| 24 août           | George Rhoden                  | Athlète jamaïcain, spécialiste du 400 mètres, double médaillé d'or aux Jeux olympiques d'Helsinki en 1952.                                              | 97    | (en)   |
| 24 août           | Hans-Ulrich Schmincke          | Géologue allemand. | 86    | (de)   |
| 24 août           | Chrístos Yannarás              | Philosophe grec. | 89    | (en)   |
| 23 août           | Ottaviano Del Turco            | Homme politique italien. | 79    | (it)   |
| 23 août           | Trude Dybendahl                | Fondeuse norvégienne, triple médaillée d'argent olympique (1988, 1992, 1994).                                                                           | 58    |        |
| 23 août           | André Gouzes                   | Religieux dominicain français. | 81    |        |
| 23 août           | Peter Lundgren                 | Joueur de tennis puis entraîneur suédois. | 59    | (se)   |
| 23 août           | Russell Malone                 | Guitariste de jazz américain. | 60    | (en)   |
| 23 août           | Predrag Matić                  | Homme politique croate. | 62    | (hr)   |
| 23 août           | Catherine Ribeiro              | Chanteuse française. | 82    |        |
| 23 août           | Shlomo Sternberg               | Mathématicien américain. | 87    | (en)   |
| 22 août           | Jiri Hanibal                   | Écrivain, réalisateur et scénariste tchèque. | 95    | (cs)   |
| 22 août           | Farouk Kaddoumi                | Homme politique palestinien. | 93    |        |
| 22 août           | François Lebel                 | Homme politique français. | 80    |        |
| 22 août           | Marcel Parent                  | Homme politique canadien. | 92    |        |
| 21 août           | John Amos                      | Acteur, réalisateur et producteur américain. | 84    | (en)   |
| 21 août           | Didier Borotra                 | Homme politique français. | 86    |        |
| 21 août           | Gösta Eriksson                 | Rameur suédois, médaillé d'argent aux Jeux olympiques d'été de 1956.                                                                                    | 93    | (en)   |
| 21 août           | Carlos Gallardo Gómez          | Professeur d'université et homme politique péruvien. | 84    | (es)   |
| 21 août           | Robert Halleux                 | Historien des sciences belge. | 78    |        |
| 21 août           | Tatie Léodate                  | Auteure-compositrice-interprète, chanteuse et animatrice de télévision française.                                                                       | 83    |        |
| 21 août           | Nell McCafferty                | Journaliste, dramaturge défenseuse des droits civiques et féministe irlandaise.                                                                         | 80    | (en)   |
| 21 août           | Nick Mileti                    | Homme d'affaires américain. | 93    | (en)   |
| 21 août           | Sonja Pachta                   | Joueuse de tennis autrichienne. | 83    | (de)   |
| 21 août           | Bill Pascrell                  | Homme politique américain. | 87    | (en)   |
| 21 août           | Joe Verhoeven                  | Universitaire, professeur de droit international belge.                                                                                                 | 81    |        |
| 21 août           | Hans Weiner                    | Footballeur allemand. | 73    | (de)   |
| 21 août           | Primo Zamparini                | Boxeur italien, médaillé d'argent aux Jeux olympiques d'été de 1960.                                                                                    | 85    |        |
| 20 août           | Al Attles                      | Basketteur puis entraîneur américain. | 87    | (en)   |
| 20 août           | Jean-Claude Bardet             | Homme politique français. | 83    |        |
| 20 août           | Benoîte Crevoisier             | Écrivaine suisse. | 86    |        |
| 20 août           | Humberto Maschio               | Joueur de football international et entraîneur argentin.                                                                                                | 91    | (es)   |
| 20 août           | Zenbē Mizoguchi                | Homme politique japonais. | 78    | (en)   |
| 20 août           | Mary Sey                       | Juge gambienne. | 72    |        |
| 20 août           | Atsuko Tanaka                  | Seiyū japonaise. | 61    | (en)   |
| 20 août           | Ratomir Tvrdić                 | Basketteur yougoslave puis croate. | 80    | (sr)   |
| 19 août           | Maria Branyas Morera           | Supercentenaire américano-espagnole. | 117   | (es)   |
| 19 août           | Michel Guérard                 | Chef cuisinier français. | 91    |        |
| 19 août           | Rudi Jacques                   | Organiste, claveciniste et facteur d'orgues belge. | 59    |        |
| 19 août           | Mike Lynch                     | Entrepreneur technologique britannique. | 59    |        |
| 19 août           | Guy de Muyser                  | Diplomate et économiste luxembourgeois. | 98    | (en)   |
| 19 août           | Toussaint Natama               | Footballeur burkinabé. | 41    |        |
| 19 août           | Richard Pettibone              | Peintre américain. | 86    | (en)   |
| 19 août           | Somaya Ramadan                 | Traductrice, femme de lettres et universitaire égyptienne.                                                                                              | 73    | (ar)   |
| 18 août           | Dominique Laplane              | Neurologue et professeur français. | 96    |        |
| 18 août           | Ronald Borchers                | Footballeur allemand. | 67    |        |
| 18 août           | Diletta D'Andrea               | Actrice italienne. | 82    | (it)   |
| 18 août           | Alain Delon                    | Acteur, réalisateur, chanteur et producteur de cinéma français.                                                                                         | 88    |        |
| 18 août           | Phil Donahue                   | Animateur de télévision américain. | 88    | (en)   |
| 18 août           | Rémi Herment                   | Homme politique français. | 92    |        |
| 18 août           | Joonas Ikonen                  | Sauteur à ski finlandais. | 37    | (fi)   |
| 18 août           | Franciszek Smuda               | Footballeur puis entraîneur polonais. | 76    |        |
| 17 août           | Pierre Cartier                 | Mathématicien français. | 92    |        |
| 17 août           | Helen Fisher                   | Anthropologue américaine. | 79    | (en)   |
| 17 août           | Truus Hennipman                | Athlète néerlandaise, spécialiste des épreuves de sprint.                                                                                               | 81    | (nl)   |
| 17 août           | Silvio Santos                  | Présentateur de télévision et homme d'affaires brésilien.                                                                                               | 93    | (pt)   |
| 17 août           | Claude Weber                   | Ichtyologue suisse. | 78    |        |
| 16 août           | Aydemir Akbaş                  | Acteur et réalisateur turc. | 88    | (tr)   |
| 16 août           | Afa Anoaʻi                     | Catcheur samoan. | 81    | (en)   |
| 16 août           | Jean-Pierre Bansard            | Chef d'entreprise et homme politique français. | 84    |        |
| 16 août           | Fabrice Coat                   | Producteur de cinéma et de télévision français. | 67    |        |
| 16 août           | Clara María González de Amezúa | Femme d'affaires, restauratrice et écrivaine espagnole                                                                                                  | 94    | (es)   |
| 16 août           | Marcel Lejoly                  | Homme politique belge. | 76    | (de)   |
| 16 août           | Domingo Pérez                  | Footballeur international uruguayen. | 88    | (es)   |
| 16 août           | Norman Spencer (en)            | Producteur de cinéma et scénariste britannique. | 110   | (en)   |
| 15 août           | Lars Björn                     | Hockeyeur sur glace suédois, médaillé de bronze aux Jeux olympiques d'hiver de 1952.                                                                    | 92    | (se)   |
| 15 août           | Zaur Dakhte                    | Directeur de la photographie et photographe soviétique puis tadjik et iranien.                                                                          | 87    | (ru)   |
| 15 août           | Henri Epstein                  | Physicien français. | 91    |        |
| 15 août           | Christian Estèbe               | Romancier français. | 71    |        |
| 15 août           | Imre Komora                    | Footballeur international puis entraîneur hongrois, champion olympique aux Jeux olympiques d'été de 1964.                                               | 84    | (hu)   |
| 15 août           | Claude Legros                  | Acteur français. | 92    |        |
| 15 août           | Jim McLaughlin                 | Footballeur international nord-irlandais devenu ensuite entraîneur.                                                                                     | 83    | (en)   |
| 15 août           | Louis Mermaz                   | Homme d'État français. | 92    |        |
| 15 août           | Peter Procter                  | Cycliste sur route britannique. | 94    | (en)   |
| 15 août           | Alain de Sédouy                | Producteur de télévision et journaliste français. | 95    |        |
| 14 août           | Georges Corm                   | Historien, économiste et homme politique libanais. | 84    |        |
| 14 août           | Michel Dugué                   | Poète français. | 78    |        |
| 14 août           | Denise Gagnon                  | Actrice canadienne. | 87    |        |
| 14 août           | Sture Grahn                    | Fondeur suédois. | 92    | (sv)   |
| 14 août           | Eugenia Kalnay                 | Météorologue argentine. | 81    | (es)   |
| 14 août           | Soke Kubota Takayuki           | Karatéka japonais. | 89    | (pl)   |
| 14 août           | Dennis MacKay                  | Homme politique canadien. | 82    | (en)   |
| 14 août           | Delbar Nazari                  | Femme politique afghane. | 65/66 | (en)   |
| 14 août           | Gena Rowlands                  | Actrice américaine. | 94    | (en)   |
| 14 août           | Volker Michael Strocka         | Archéologue classique allemand. | 84    | (de)   |
| 14 août           | Alexander Ushakov              | Biathlète soviétique puis russe. | 76    | (ru)   |
| 13 août           | Sid Ahmed Belkedrouci          | Footballeur international algérien devevu entraîneur.                                                                                                   | 73    |        |
| 13 août           | Sergio Donati                  | Écrivain et scénariste italien. | 91    | (it)   |
| 13 août           | Hettie Jones                   | Autrice américaine. | 90    | (en)   |
| 13 août           | Greg Kihn                      | Musicien, écrivain et animateur de radio américain. | 75    | (en)   |
| 13 août           | Élodie Lélu                    | Scénariste et réalisatrice franco-belge. | 42    |        |
| 13 août           | Giórgos Leotsákos              | Musicologue grec. | 89    | (el)   |
| 13 août           | Maureen Mwanawasa              | Avocate zambienne. | 61    | (en)   |
| 13 août           | Irina Podyalovskaya            | Athlète de demi-fond soviétique puis russe. | 64    | (ru)   |
| 13 août           | Frank Selvy                    | Joueur américain de basket-ball. | 91    | (en)   |
| 13 août           | Chuck Strahl                   | Homme politique canadien. | 67    | (en)   |
| 12 août           | Ramiro Blacut                  | Footballeur international puis entraîneur bolivien. | 80    | (es)   |
| 12 août           | Michel de Bonnecorse           | Haut fonctionnaire et diplomate français. | 83    |        |
| 12 août           | Marc Bourrier                  | Footballeur puis entraîneur français. | 89    |        |
| 12 août           | Maria Bianca Cita              | Géologue et paléontologue italienne. | 99    | (it)   |
| 12 août           | Cédric Daury                   | Footballeur puis entraîneur français. | 54    |        |
| 12 août           | Antônio Delfim Netto           | Journaliste, diplomate et homme politique brésilien. | 96    | (en)   |
| 12 août           | Peter A. Sturrock              | Scientifique britannique. | 100   | (en)   |
| 12 août           | Fritz Schmidt                  | Hockeyeur sur gazon allemand, champion aux Jeux olympiques d'été de 1972.                                                                               | 81    | (de)   |
| 12 août           | Zaid al-Rifai                  | Homme d'État jordanien. | 87    | (en)   |
| 11 août           | Rebecca Allison                | Cardiologue et femme trans américaine. | 77    | (en)   |
| 11 août           | Samir Chamas                   | Acteur et doubleur libanais. | 81    |        |
| 11 août           | Daniela Larreal                | Cycliste sur route vénézuélienne. | 50    | (es)   |
| 11 août           | Barry Lategan                  | Photographe de mode sud-africain. | 89    | (en)   |
| 11 août           | Petko Petkov                   | Grand maître international d'échecs bulgare. | 82    | (bg)   |
| 11 août           | Annick de Souzenelle           | Écrivaine française d'ouvrages de spiritualité. | 101   |        |
| 10 août           | Jacques Delisle                | Avocat et juge canadien. | 89    |        |
| 10 août           | Celestina Casapietra           | Soprano italienne. | 85    | (it)   |
| 10 août           | Peter Downsbrough              | Artiste américain. | 83    | (nl)   |
| 10 août           | Tuíre Kayapó                   | Militante écologiste kayapo. | 54    | (pt)   |
| 10 août           | Rachael Lillis                 | Actrice et doubleuse américaine. | 55    | (en)   |
| 10 août           | Peggy Moffitt                  | Mannequin et actrice américaine. | 84/86 | (en)   |
| 10 août           | Roberto Morales                | Coureur cycliste espagnol | 87    | (en)   |
| 10 août           | Dean Roberts                   | Musicien néo-zélandais. | 49    | (en)   |
| 10 août           | K. Natwar Singh                | Homme politique indien. | 95    | (en)   |
| 10 août           | Galina Zybina                  | Athlète de lancer de javelot soviétique puis russe, championne olympique aux Jeux de 1952, médaillée aux Jeux de 1956 et de 1964.                       | 93    | (ru)   |
| 9 août            | Simon Dumarinu                 | Homme politique papou-néo-guinéen. | 68    |        |
| 9 août            | Roger Gaignard                 | Coureur cycliste sur piste français. | 91    |        |
| 9 août            | Sadok Gmech                    | Peintre tunisien. | 83/84 |        |
| 9 août            | Lebogang Morula                | Footballeur sud-africain. | 56/58 | (en)   |
| 9 août            | John Paska                     | Avocat et syndicaliste papou-néo-guinéen. | 76    | (en)   |
| 9 août            | Pierre Salama                  | Économiste français. | 81    |        |
| 9 août            | Kevin Sullivan                 | Catcheur américain. | 75    | (en)   |
| 9 août            | Keiichi Tanaami                | Artiste japonais. | 88    | (en)   |
| 9 août            | Raymond-Émile Waydelich        | Sculpteur, peintre et photographe français. | 85    |        |
| 9 août            | Susan Wojcicki                 | Chef d'entreprise américaine. | 56    | (en)   |
| 8 août            | Elizabeth A. R. Brown          | Historienne américaine. | 92    | (en)   |
| 8 août            | Issa Hayatou                   | Homme d'affaires et footballeur camerounais. | 77    | (en)   |
| 8 août            | Tomasz Lisowicz                | Cycliste sur route polonais. | 47    | (pl)   |
| 8 août            | Mitzi McCall                   | Actrice américaine. | 91    |        |
| 8 août            | Larbi Nasra                    | Homme d'affaires et homme politique tunisien. | 77    |        |
| 8 août            | Zoran Petrović                 | Arbitre de football yougoslave puis serbe. | 72    | (sr)   |
| 8 août            | Jorge Rodríguez                | Footballeur international mexicain. | 56    | (es)   |
| 8 août            | Woody Thompson                 | Joueur de foot U.S. américain. | 71    | (en)   |
| 7 août            | Patrice Laffont                | Écrivain, animateur et producteur de télévision français.                                                                                               | 84    |        |
| 7 août            | Jon McBride                    | Astronaute et officier de marine américain. | 80    | (en)   |
| 7 août            | Margaret Menegoz               | Productrice de cinéma française. | 83    |        |
| 7 août            | Ronald Paulson                 | Écrivain, historien et historien de l'art américain. | 94    | (en)   |
| 7 août            | Marie-Josée Roig               | Femme politique française. | 86    |        |
| 7 août            | Mitsu Tanaka                   | Écrivaine et militante féministe japonaise. | 78/79 | (ja)   |
| 7 août            | Jean Vergès                    | Joueur français de rugby à XIII. | 90    |        |
| 7 août            | Claude Wargnies                | Homme politique français. | 86    |        |
| 6 août            | Jaume Alomar                   | Coureur cycliste espagnol. | 86    | (es)   |
| 6 août            | Claire Auzias                  | Historienne française. | 73    |        |
| 6 août            | James Bjorken                  | Physicien théoricien américain. | 90    | (en)   |
| 6 août            | Connie Chiume                  | Actrice sud-africaine. | 72    | (en)   |
| 6 août            | Suzanne Débarbat               | Astronome française. | 95    |        |
| 6 août            | Sheila Golden Kussner          | Philanthrope canadienne. | 91    | (en)   |
| 6 août            | Monique Jacot                  | Photographe et reporter-photographe suisse | 89    | (it)   |
| 6 août            | Waldemar Marszałek             | Pilote motonautique polonais. | 82    | (pl)   |
| 5 août            | Adílio                         | Joueur international et entraîneur de football brésilien.                                                                                               | 68    | (es)   |
| 5 août            | Denise Delouche                | Historienne de l'art et professeure d'université française.                                                                                             | 91    |        |
| 5 août            | Inge Henningsen                | Mathématicienne, écrivaine et militante danoise des droits des femmes.                                                                                  | 83    | (da)   |
| 5 août            | Vyacheslav Ivanov              | Rameur d'aviron soviétique puis russe, triple champion olympique aux Jeux olympiques d'été de 1956, 1960 et 1964.                                       | 86    | (ru)   |
| 5 août            | Pascal Chabi Kao               | Homme politique béninois. | 89    |        |
| 5 août            | Pierre Labourdette             | Joueur français de rugby à XV. | 92    |        |
| 5 août            | Mumtaz Mustafa                 | Homme politique pakistanais. | -     | (en)   |
| 5 août            | Iouri Skobov                   | Fondeur soviétique puis russe, champion olympique aux Jeux olympiques d'hiver de 1972.                                                                  | 75    | (ru)   |
| 5 août            | Jeremy Strong                  | Écrivain britannique. | 74    | (en)   |
| 5 août            | Pierre Tiollais                | Médecin et biologiste français. | 89    | (en)   |
| 4 août            | Patrick Aldaya                 | Footballeur français. | 61    |        |
| 4 août            | Nicodème Barrigah              | Homme d'Église togolais. | 61    |        |
| 4 août            | Charles Cyphers                | Acteur américain. | 85    | (en)   |
| 4 août            | Alvin Goldman                  | Philosophe américain. | 85    | (en)   |
| 4 août            | Miguel Ángel Gómez Martínez    | Chef d'orchestre espagnol. | 74    | (es)   |
| 4 août            | Michel Goossens                | Chercheur français. | 74    |        |
| 4 août            | Anthony Hamilton-Smith         | Dentiste et homme politique britannique. | 82    | (en)   |
| 4 août            | Tsung-Dao Lee                  | Physicien américano-chinois. | 97    | (en)   |
| 4 août            | Juan Ramón Martínez            | Joueur de football international salvadorien. | 76    | (es)   |
| 3 août            | Morton Brown                   | Mathématicien américain. | 92    | (en)   |
| 3 août            | Yamini Krishnamurthy           | Danseuse indienne. | 83    | (en)   |
| 3 août            | Antônio Meneses                | Violoncelliste helvético-brésilien. | 66    |        |
| 3 août            | Mustapha Moussa                | Boxeur algérien, médaillé de bronze aux Jeux olympiques d'été de 1984.                                                                                  | 62    |        |
| 3 août            | Plen Promdaen                  | Chanteur thaïlandais. | 85    | (th)   |
| 3 août            | Pedro Soler                    | Guitariste flamenco français. | 86    |        |
| 2 août            | Tommy Cassidy                  | Footballeur international nord-irlandais. | 73    | (en)   |
| 2 août            | Michel Godard                  | Homme politique français. | 90    |        |
| 2 août            | Bernard Seillier               | Haut fonctionnaire et homme politique français. | 83    |        |
| 1er août          | Jürgen Ahrend                  | Facteur d'orgue allemand. | 94    | (de)   |
| 1er août          | Joyce Brabner                  | Autrice de comics américaine. | 72    | (en)   |
| 1er août          | Rainer Brandt                  | Acteur allemand. | 88    | (de)   |
| 1er août          | Bertrand Fourcade              | Joueur français de rugby à XV. | 81    |        |
| 1er août          | Leonard Hayflick               | Biologiste américain. | 96    |        |
| 1er août          | Suzanne Kala Lobè              | Journaliste et éditorialiste camerounaise. | 71    |        |
| 1er août          | Peter Kraus                    | Hockeyeur sur gazon allemand, champion olympique en 1972.                                                                                               | 83    | (de)   |
| 1er août          | Craig Shakespeare              | Footballeur britannique. | 60    |        |
| 1er août          | Daniel Wansi                   | Footballeur camerounais. | 42    |        |
| 1er août          | Patty Jo Watson                | Archéologue et anthropologue américaine. | 92    | (en)   |
| date indéterminée | Cunnie Williams                | Chanteur de soul américain. | 61    | (de)   |